# Hajime Moriyasu
Hajime Moriyasu (jap. 森保 一, Moriyasu Hajime; * 23. August 1968 in Kakegawa) ist ein ehemaliger japanischer Fußballspieler und heutiger Fußballtrainer.

## Nationalmannschaft
1992 debütierte Moriyasu für die japanische Fußballnationalmannschaft. Moriyasu bestritt 35 Länderspiele und erzielte dabei ein Tor. Mit der japanischen Nationalmannschaft qualifizierte er sich für die Asienmeisterschaft 1992.

## Errungene Titel
- Asienmeisterschaft: 1992
- Japanischer Meister: 2012, 2014, 2015[1] mit Sanfrecce Hiroshima
- 3. Platz bei der FIFA-Klub-Weltmeisterschaft 2015[2] mit Sanfrecce Hiroshima

## Trainer der japanischen Nationalmannschaft
Seit 2018 ist Moriyasu im Amt des Nationaltrainers von Japan. 2022 führte er seine Mannschaft bei der WM in Katar mit Siegen über Deutschland und Spanien in der Gruppenphase bis ins Achtelfinale, welches allerdings gegen Kroatien im Elfmeterschießen verloren ging.